# Тунџели (вилајет)
Тунџели вилајет (тур. Tunceli ili), је вилајет у регији Источна Анатолија у Турској. Овај вилајет је некада носио назив Дерсим које је промењено у данашњи назив 4. јануара 1936. Седиште вилајета је град Тунџели, који се накада звао Калан пре него што му је промењен назив како би би истоветан имену вилајета.
Граничи се са вилајетима Ерзинџан на северу и западу, Елазиг на југу и Бингел на истоку. Вилајет се простире на површини од 7.774 км² и има популацију од 76.699 становника. Има најмању густину насељености од свих турских вилајета, само 9,8 становника/км². Тунџели је једини турски вилајет у коме Алеви чине већину.
Овај вилајет је чувен по џамијама Челеби ага, Сагман и Елти Хатун, као и по националном парку Мунзур, који је највећи у Турској.

## Окрузи
Вилајет Тунџели је подељен на 8 округа (престоница је подебљана):
- Чемишгезек
- Хозат
- Мазгирт
- Назимије
- Оваџик
- Пертек
- Пулумур
- Тунџели